# Tangik
Tangik (in aleutino Tan'gax) è una piccola isola disabitata del gruppo delle Krenitzin nell'arcipelago delle Aleutine orientali e appartiene all'Alaska (USA). Si trova 1,5 km a sud-est dell'isola Akun, davanti alla Cross Bay.
Il suo nome è stato pubblicato dal capitano Teben'kov nel 1852.